# 有明淳
有明 淳（ありあけ じゅん）とは元宝塚歌劇団元月組副組長。男役と娘役の両方経験した。東京都中央区出身。立教女学院中学校・高等学校出身。芸名の由来は「有明海のように広く大きく暖かい人間になるように」。宝塚歌劇団時代の愛称はニタ。

## 来歴・人物
1967年に宝塚音楽学校に入学し、1969年に卒業。同年、宝塚歌劇団に55期生として入団し、星組公演『シルクロード』で初舞台を踏む。宝塚入団時の成績は60人中4位。
1970年3月17日、月組配属。
1982年3月から月組副組長を務める。
1986年8月31日をもって宝塚歌劇団を退団。
元月組トップスター瀬奈じゅんの芸名は有明に由来する（瀬奈の母と有明が高校の同級生であったため）。

## 宝塚歌劇団時代の主な舞台出演
『歌劇』1986年8月号（宝塚歌劇団）のp.134-135を参考にした。
- 『シルクロード』（1969年4月）＊初舞台
- 『人魚姫』新人公演：人魚姫の次兄 役（本役：常花代）（1971年7月）
- 第一回東南アジア公演に参加（1973年11月 - 12月）
- 『霧深きエルベのほとり』第一回・第二回新人公演：ベロニカ 役（本役：恵さかえ）
- 『ベルサイユのばら』新人公演：ジェローデル 役（本役：叶八千矛）＊努力賞受賞（1974年9月）
- 第三回ヨーロッパ公演に参加（1975年9月 - 1976年1月）
- 『赤と黒』代役公演：ノルベール伯爵 役（本役：尚すみれ）（1976年3月）
- 『長靴を履いた猫』第一回新人公演：ジャック 役（本役：大滝子）（1976年5月）
- 『ベルサイユのばらⅢ』ジェローデル 役（1976年8月・東京特別）
- 『隼別王子の叛乱』将軍阿俄能胡 役（1978年8月）
- 中南米公演に参加（1978年10月 - 11月）
- 『榛名由梨ゴールデン・タイム』（1979年3月 - 4月）
- 『アンジェリク』エグジリ 役（1980年1月 - 2月）
- 『スリナガルの黒水仙』ギルガット 役（1980年6月 - 8月）
- 『新源氏物語』葵の上 役（1981年1月 - 2月）
- 『白鳥の道を越えて』ベルトルド 役（1981年6月 - 8月）
- 『あしびきの山の雫に』鷺人 役（1982年2月 - 3月）
- 『永遠物語』吉岡大尉 役（1982年3月 - 4月、宝塚バウホール）
- 『愛限りなく』春松検校 役／『情熱のバルセロナ』パボーン侯爵夫人 役（1982年10月 - 11月）
- 『春の踊り』女中頭、歌舞伎男A 役／『ムーンライト・ロマンス』セシール・ロゼエ 役（1983年3月 - 5月）
- 『翔んでアラビアン・ナイト』ムスタファ 役（1983年11月 - 12月）
- 『ザ・レビューⅡ』マダム・シャルタン、トロピカルの歌手 役（1984年5月 - 6月）
- 『二都物語』テレーズ 役／『ヒート・ウエーブ』貴婦人 役（1985年5月 - 6月）
- 『ときめきの花の伝説』ヘレナ・タリーニ夫人 役／『ザ・スイング』歌手 役（1985年11月 - 12月）
- 『百花扇』／『哀愁』歌う女 役（1986年5月 - 6月）